# Teatro Estatal de Meiningen
El Teatro Estatal de Meiningen (Meininger Staatstheater) es un teatro en la ciudad de Meiningen, en el lander de Turingia, Alemania. El teatro ofrece teatro musical (ópera, opereta, musicales...), teatro, conciertos y teatro de marionetas. El programa se ve reforzado por la inclusión de actuaciones de ballet producidas y realizadas por el Teatro Estatal de Eisenach (Landestheater Eisenach). La orquesta afiliada al teatro es la Orquesta de la Corte de Meiningen (Meininger Hofkapelle). 
Hasta 2017, se denominó Teatro Estatal del Sur de Turingia (Südthüringisches Staatstheater) antes de cambiar a su nombre actual. Está financiado conjuntamente por el estado, la ciudad y el distrito de Esmalcalda-Meiningen, bajo el paraguas de la Fundación Cultural Meiningen-Eisenach.
El teatro de Meiningen es la cuna de un importante movimiento del teatro moderno, aunado por el conjunto actoral apodado Die Meininger. Tuvieron mucha relevancia en el ámbito teatral europeo entre 1874 y 1890, organizando giras por todo el continente. Sus innovaciones, no solo en el trabajo actoral, sino también en la tecnología y el equipamiento escénicos lo hicieron uno de los principales teatros de Alemania de finales del siglo XIX. Entre 1880 y 1914, Hans von Bülow, Richard Strauss, Wilhelm Berger y Max Reger dirigieron la Orquesta de la Corte de Meiningen. Hasta el día de hoy, esta tradición, su historia y otros éxitos han asegurado al Teatro de Meiningen un lugar especial en el mundo del teatro. Por ello, la ciudad se ha ganado el sobrenombre de Theaterstadt ('ciudad teatral').